# 大囲駅
大囲駅（だいいえき）は香港新界沙田区にある、香港鉄路（MTR）の駅である。東鉄線と屯馬線の2路線が乗り入れる。

## 歴史
- 1986年4月23日 - 九広東鉄（今の東鉄線）駅が開業。
- 2004年12月21日 - 馬鞍山鉄路（今の屯馬線）・烏渓沙 - 大囲間の開通と同時に、当駅に接続。
- 2007年12月2日 - 香港鉄路有限公司と九広鉄路がMTR (港鉄) に合併、九広東鉄が東鉄線に改名、馬鞍山鉄路が馬鞍山線に改名。
- 2015年10月3日 - 当駅構内で楽器持ち込み抗議デモ（中国語版）が発生。
- 2020年2月14日 - 屯馬線一期が開業、馬鞍山線と直通運転を開始する。（馬鞍山線は屯馬線と合併）

## 駅構造

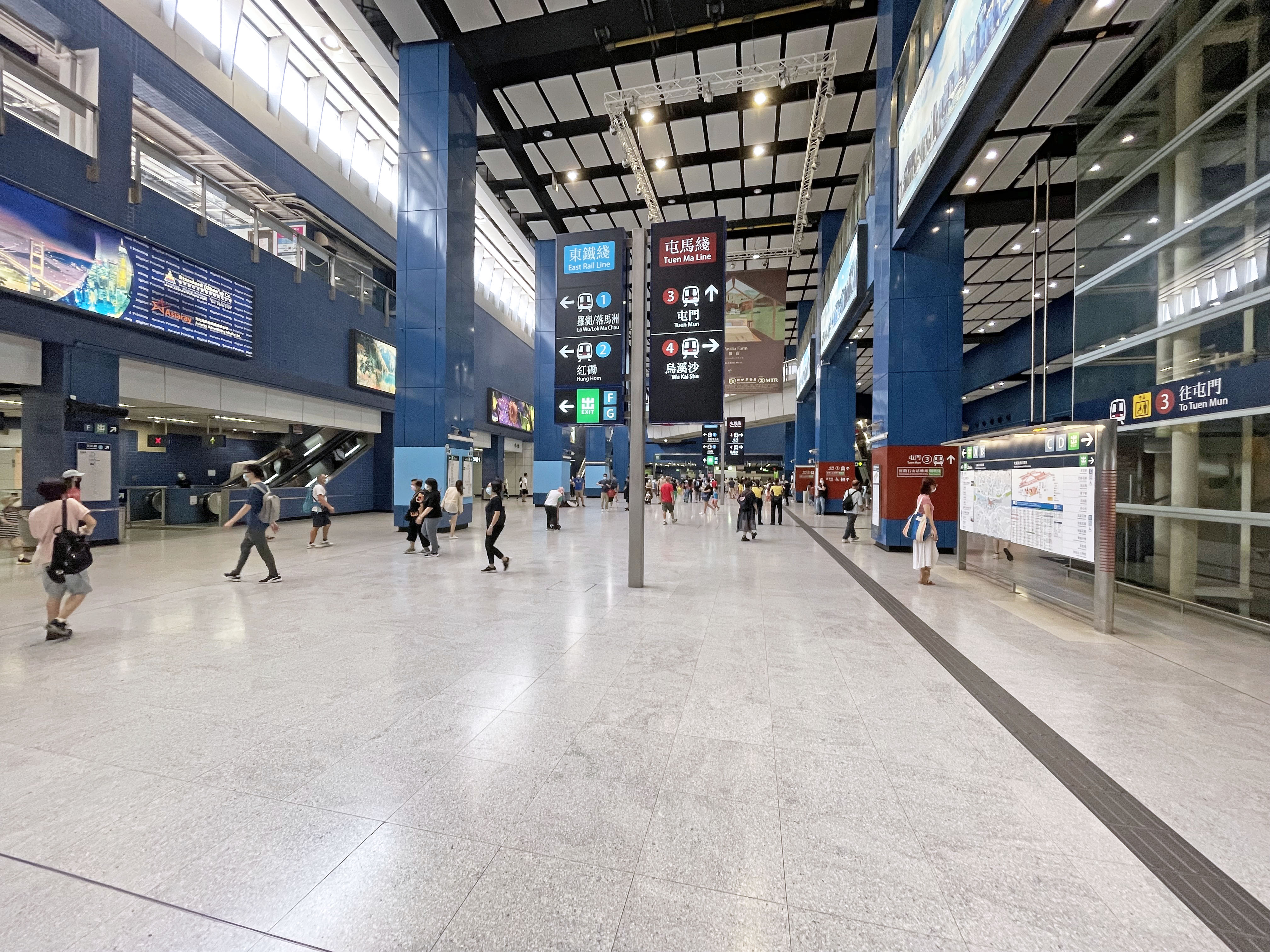
コンコース

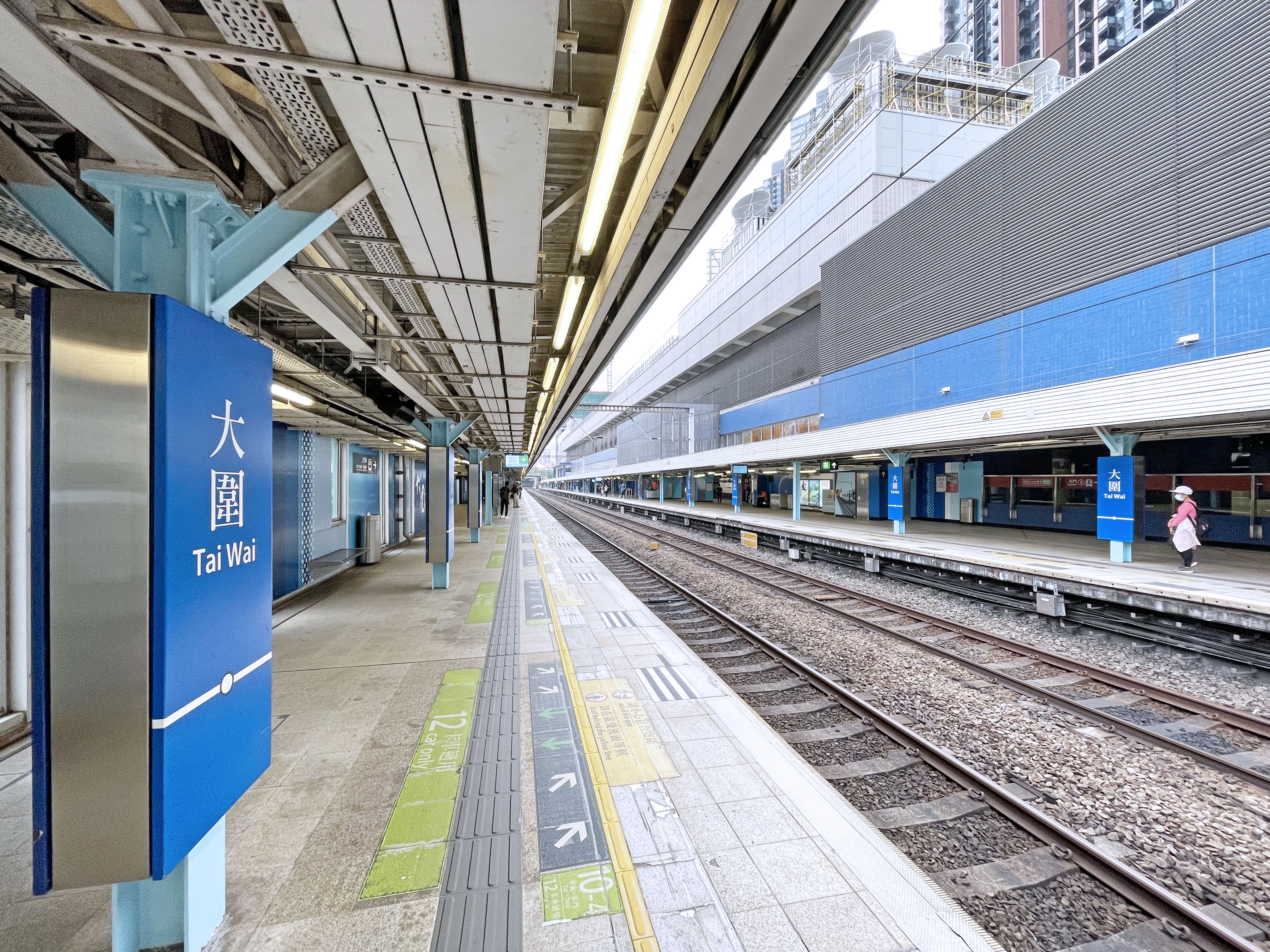
東鉄線ホーム

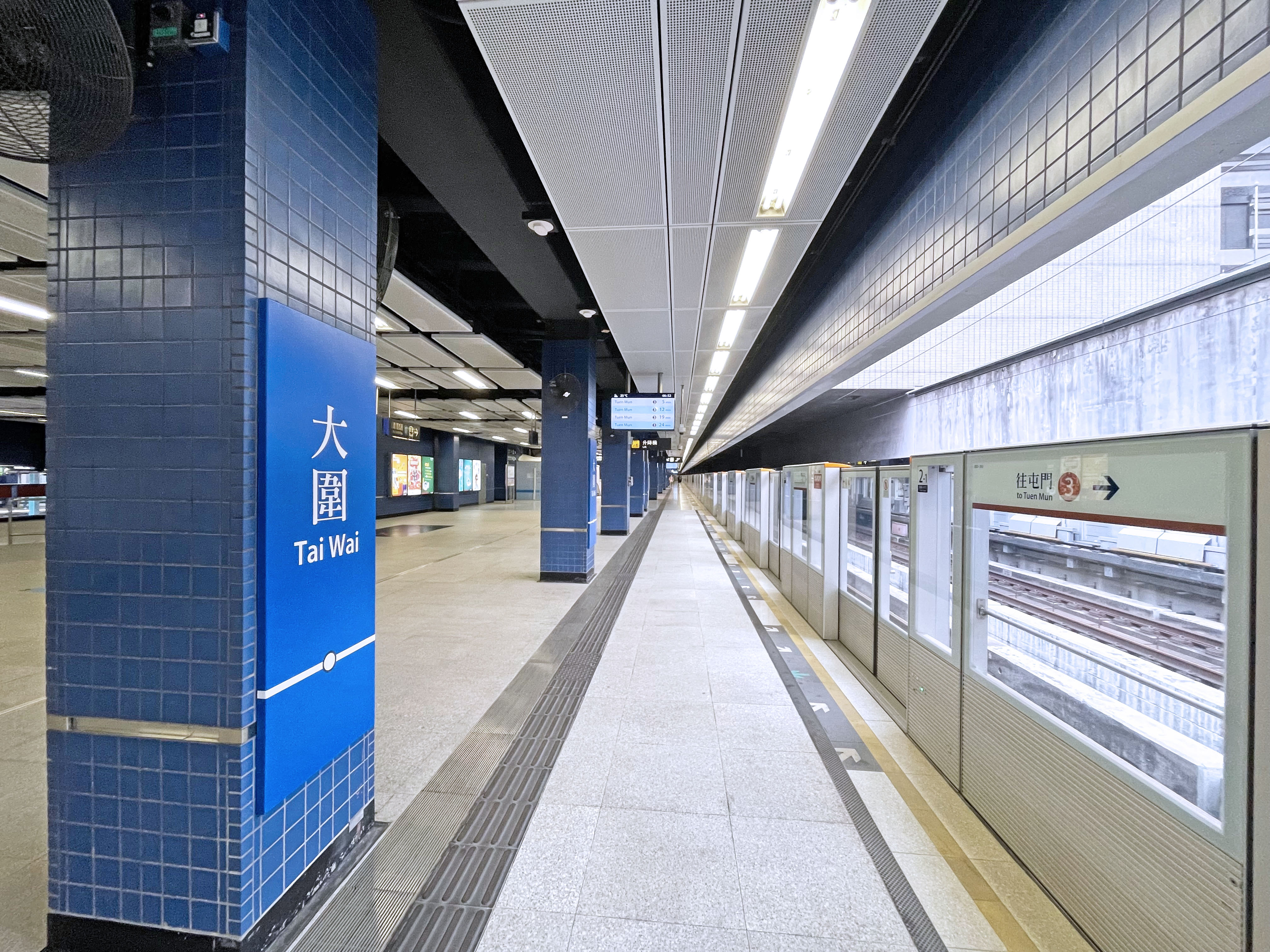
屯馬線ホーム

東鉄線・屯馬線共に相対式ホーム2面2線の高架駅であり、屯馬線ホームのみ可動式ホーム柵を設置している。2番線（東鉄線金鐘方面）と3番線（屯馬線屯門方面）は空中通路で結ばれており、対面乗り換えが可能。これは旧九広鉄路馬鞍山鉄路（今の屯馬線）開業にあたり、馬鞍山方面から東鉄線の九龍に向かう際に階段を渡ることなく乗り換えられるようになっていることである（九龍→馬鞍山方面は階段を渡る必要がある）。そのため屯馬線の大囲-宋皇台間は、他のMTR路線とは異なり右側通行となっている。
東鉄線・屯馬線間にコンコースがあり、吹き抜け構造になっている。改札口は西側と東側の2ヶ所ある。出口は8ヶ所ある。

### 駅階層
| U2 上層大堂   | 上層大堂                    | H出口、囲方               |
| P/U1 ホーム   | E、G 出口                   | 出口、客務中心            |
| P/U1 ホーム   | 相対式ホーム 左側の扉が開く |                           |
| P/U1 ホーム   | ➊番線                       | ■東鉄線 羅湖／落馬洲方面→ |
| P/U1 ホーム   | ➋番線                       | ←■東鉄線 金鐘方面         |
| P/U1 ホーム   | 相対式ホーム 左側の扉が開く |                           |
| P/U1 ホーム   | F 出口                      | 出口、客務中心            |
| P/U1 ホーム   | 相対式ホーム 右側の扉が開く |                           |
| P/U1 ホーム   | ➌番線                       | ←■屯馬線 屯門方面         |
| P/U1 ホーム   | ➍番線                       | ■屯馬線 烏渓沙方面→       |
| P/U1 ホーム   | 相対式ホーム 右側の扉が開く |                           |
| C 大堂 (地面) | 大堂                        | 出口、公共運輸交匯処      |
| C 大堂 (地面) | 大堂                        | 客務中心、トイレ          |
| C 大堂 (地面) | 大堂                        | 商店、自動券売機、ATM     |

## 駅周辺
- 囲方（中国語版、広東語版）
- 富嘉花園（中国語版、広東語版）
- 海福花園（中国語版、広東語版）
- 香港文化博物館
- 文礼閣（中国語版）
- 美城苑（中国語版、広東語版）
- 美林邨（中国語版、広東語版）
- 沙田官立中学（中国語版）
- 大囲村（中国語版）
- 大囲駅公共運輸交匯処（中国語版、広東語版）
- 雲畳花園（中国語版、広東語版）
- 沙田車公廟（中国語版、広東語版）
- 東莞工商総会張煌偉小学
- 東莞工商総会劉百楽中学（中国語版）
- 景田苑（中国語版、広東語版）
- 隆亨邨（中国語版、広東語版）
- 五育中学（中国語版、広東語版）
- 新翠邨（中国語版、広東語版）
- 田心囲（中国語版、広東語版）
- 美田路（中国語版）
- 楽道中学（中国語版）
- 美松苑（中国語版、広東語版）
- 沙田公立学校（中国語版、広東語版）
- 宣道会鄭栄之中学（中国語版）
- 名城（中国語版）
- 沙田崇真中学（中国語版）
- 聖母無玷聖心学校（中国語版、広東語版）
- 楽善堂楊葛小琳中学（中国語版）
- 保良局王賜豪（田心谷）小学（中国語版、広東語版）
- 仏教黄充畋中学（中国語版、広東語版）

## 隣の駅
香港鉄路
■東鉄線
九龍塘駅 - 大囲駅 - 沙田駅
■屯馬線
顕径駅 - 大囲駅 - 車公廟駅